# Гадаловы
Гадаловы — род русских купцов и промышленников.

## История
Основателем династии считается Пётр Гадалов — выходец из крепостных крестьян князя Шаховского, уроженец Владимирской губернии (деревня Рябинницы Суздальского уезда, ныне — в Клязьминском сельском поселении Ковровского района Владимирской области).
Значительный вклад в развитие экономической, общественно-политической и культурной жизни Енисейской губернии и города Красноярска внесла купеческая династия Гадаловых.
Главой династии является Герасим Петрович Гадалов. В начале 19 века он вместе с семьей обосновался в городе Канске Енисейской губернии. В Сибири семейству Гадаловых сопутствовала удача. Герасим Гадалов по торговому свидетельству 3 разряда в 1846—1851 годах торговал золотыми и серебряными изделиями в Канске. В 1858 году он числился купцом 3-й гильдии. Герасим Петрович заложил торгово-экономические основы, благодаря которым его сыновья Иван и Николай стали купцами 1-й гильдии, потомственными Почетными гражданами и заняли среди деловых людей Красноярска особое место.
Первым из династии Гадаловых в Красноярске поселился Николай Герасимович Гадалов. В марте 1860 года он купил первую свою усадьбу в Красноярске с деревянным домом у мещанки Глафиры Логиновой — на углу пр. Мира, 33 и ул. Парижской коммуны. В 1862 году построил здесь каменный двухэтажный дом. Здание сохранилось — сейчас в нём находится контора «Арктикснаб». Николай Герасимович сразу же включается в общественную жизнь города. В 1862—1865 годах избирался кандидатом в городовые судьи. В 1864 году дарит некоторые предметы только что открытой красноярской острожной церкви и дает на организацию мужской гимназии 200 рублей. Тем временем недвижимость Гадалова приумножается. В 1866 году к нему переходит усадьба Ивана Кочергина в Солдатской слободе — на ул. Профсоюзов. В 1867 году он покупает полосу земли на соседнем участке женской гимназии и строит за свой счет каменный забор между двумя участками. В ноябре 1867 года он дарит усадьбу с каменным домом своей жене Авдотье Михайловне, которая потом владеет усадьбой до самой смерти. В октябре 1868 года Николай покупает усадьбу с деревянным двухэтажным домом напротив, на другом углу перекрестка — пр. Мира,31 — у вдовы надворного советника Глафиры Генц. А в 1869 году расширяет её, купив соседнюю усадьбу жены священника Анны Тыжновой. В 1872 году Гадалов Н. Г. покупает у города усадьбу на углу ул. Кирова и пр. Мира (где ныне «Детский мир») и строит там деревянный двухэтажный дом и каменную кладовую.
В середине 1870-х годов в Красноярске появляются и другие Гадаловы. В 1874—1875 годах Николай Герасимович передает усадьбу по пр. Мира, 31 своему отцу Герасиму Петровичу и тот к 1876 году строит каменный двухэтажный дом (ныне Енисейская бассейновая больница). В конце 1870-х в Красноярске появляются родственники Гадаловых — братья Василий и Ефим Тимофеевичи Гадаловы. У наследников коллежского советника Ивана Коновалова они покупают части его огромной усадьбы. Ефим — западную часть с деревянным домом, а Василий восточную, с каменным корпусом торговых лавок. Другой брат — Григорий Тимофеевич — покупает угловую усадьбу у наследников купца Сокольникова с полукаменным двухэтажным домом (пр. Мира, 19). Во время пожара 1881 года сильно пострадали усадьбы Гадаловых на углу Парижской коммуны и пр. Мира, Николай Герасимович восстановил дом своей жены в 1883 году, а дом Герасима Петровича восстановил в 1882 году уже другой его сын — Иван Герасимович. Иван Герасимович, кроме того, расширил в 1882 году усадьбу, купив соседний участок земли с пепелищем у вдовы дьякона Ефросиньи Поповой. Василий Тимофеевич восстановил и надстроил свой каменный дом до двух этажей, открыв в нём гостиницу, лучшую в городе. Ефим Тимофеевич построил каменный одноэтажный дом взамен сгоревшего деревянного (ныне западное крыло поликлиники). Дом между ними восстанавливала и расширяла уже новая владелица — Цецилия Ивановна Смирнова (ныне восточное крыло поликлиники). Она же построила каменный флигель во дворе в 1883 году. У дома Григория Тимофеевича сгорел верхний деревянный этаж и после ремонта дом так и остался одноэтажным каменным (ныне магазин кондитерской фабрики).
Дальнейшие события хорошо известны. Вскоре после пожара Иван и Николай Герасимовичи Гадаловы построили на углу ул. Кирова и пр. Мира, 88 и 79 свои шикарные особняки, которые считались лучшими и самыми дорогими домами города. Один из особняков — здание, принадлежавшее Николаю Герасимовичу — известен ещё и тем, что именно здесь зажглась первая лампочка, получен первый электро свет. Более того, в доме Гадалова останавливались многие известные лица. Так, например, проездом к месту своего служения в Иркутск в доме купца побывал граф Игнатьев, его сын так пишет об этом в книге «А. А. Игнатьев. Пятьдесят лет в строю»: Пыльные, грязные, вылезли мы из нашей кибитки и очутились в каменном двухэтажном «дворце» купца Гадалова, освещенном электрическим светом, которого я никогда до тех пор не видал. Ведь в Питере ещё только хвастались новыми керосиновыми горелками. Никогда мы также не ходили и по таким роскошным мозаичным полам, как в том зале, где губернатор и все местное начальство представлялись отцу.
А так описано пребывание в Красноярске наследника престола цесаревича Николая в памятной книге Енисейской губернии за 1891 год: «Его Высочество […] сев в экипаж, изволил отбыть в квартиру, в дом Гадалова, который капитально обновил свой громадный дом для временной остановки в нём Его Высочества. Дом этот по архитектуре служит украшением города, а внутреннее убранство комнат соответствовало своему назначению.»
Николай Герасимович стал инициатором ещё одного новшества — известно, что телефон появился в Красноярске в 1891 году, он был установлен в Государственном банке по Гостинской улице (К. Маркса, 42 и соединял первый этаж со вторым). Через два года, в 1893 году 10 мая Гадалов обратился с письмом в городскую управу, прося разрешить «устройство телефонного сообщения» между его пароходной пристанью и тремя его же домами. В своем заявлении Николай Герасимович указывал, что в случае устройства в Красноярске телефонной сети общего пользования, он обязуется свою линию передать городу.
На смену Ивану и Николаю Герасимовичам пришли сыновья — Петр Иванович, Николай и Александр Николаевичи, ещё более приумножившие богатство рода. Николай Николаевич Гадалов был один из ярких представителей династии. Он окончил Красноярскую мужскую гимназию. И начал заниматься коммерческой деятельностью вместе с отцом, а затем и самостоятельно. Один из создателей «Сибирского акционерного пароходства по рекам Енисею, Оби и Иртышу», учредитель «Акционерного общества пароходства по реке Енисей» и других. Золотопромышленник. Избирался гласным Красноярской городской думы, а также и на другие общественные должности. Активно занимался благотворительной деятельностью. После установления Советской власти подвергался репрессиям, вынужден был покинуть Красноярск. Интересна и попечительская деятельность Петра Ивановича Гадалова — Красноярская рисовальная школа. Это не было случайностью, скорее — закономерностью. В молодые годы он увлекался живописью, рисовал. До сих пор в подвалах его особняка, в котором ныне размещается художественный музей имени В. И. Сурикова, хранятся два этюда, нарисованные им в 1900 году. Имея большую тягу к изящному искусству, он возглавлял специальную комиссию городской думы, которая подготавливала открытие рисовальной школы в Красноярске. А после смерти её первого попечителя — удэрейского золотопромышленника А. А. Саввиных — Петр Иванович в сентябре 1913 года становится председателем попечительского совета рисовальной школы и делает много полезного для её развития. К творчеству земляка-художника В. И. Сурикова Петр Иванович относился с большим трепетом, поддерживал с ним теплые взаимоотношения. Когда художник умер, Петр Иванович первым вошел в комиссию по увековечению памяти В. И. Сурикова, внес деньги в его фонд и предложил поставить памятник на Театральной площади.
Отношение Петра Ивановича Гадалова к культуре — особая страница его жизни. Он вместе с семьей часто устраивал в своем доме любительские спектакли, в которых сам активно участвовал и по оценке драматического общества, считался хорошим исполнителем. Ещё в ранней молодости, бывая в Москве, он не упускал случая, чтобы не заглянуть к Савве Морозову. Известный российский меценат Московского художественного театра вовлек молодого сибирского купца в занятия любительскими спектаклями, в которых они вместе и выступали. И когда объявили о начале строительства в Красноярске народного Дома-театра имени А. С. Пушкина, Петр Иванович Гадалов сразу же внес деньги на осуществление этого проекта. Он страстно любил театр и за два месяца до своей кончины ещё успел сыграть в любительском спектакле «Новообращенные». Часто путешествуя по России и Европе, Петр Иванович Гадалов подмечал все передовое в русской и европейской культуре, старался увиденное передать красноярцам, заботился о самообразовании и повышении культурного уровня служащих своей торговой фирмы. Купец и меценат хорошо осознавал, на что и с какой целью надо жертвовать деньги. Он вносил значительные суммы на строительство красноярского музея и городской библиотеки. Предприимчивый коммерсант вкладывал свои капиталы в строительство таких объектов, которые являлись бы очагами культуры для всех горожан. 19 сентября 1910 года Гадалов открыл в центре Красноярска первый большой кинотеатр «Патэграф». Он стоял у истоков создания сибирского фонда для открытия Иркутского университета. Все Гадаловы являлись активными общественными деятелями, оказывали разностороннее влияние на жизнь Красноярска, в различные года избирались в Красноярскую городскую думу, добиваясь выполнения многих социально-экономических проектов. Они были настоящими патриотами своего города.

## Представители рода[1]
- Таланов, Яков - прародитель рода
- Таланов, Петр Яковлевич (1785 —
- Гадалов, Герасим Петрович (1808—1876) — канский купец;
  - Гадалов, Иван Герасимович (1840—1907) — томский купец;
    - Гадалов, Иннокентий Иванович — томский купец;
    - Гадалов, Пётр Иванович (1867—1918) — красноярский купец;
    - Гадалова (Яковлева), Вера Николаевна[2] (1867—1940?) — жена Петра Ивановича Гадалова, попечитель детских заведений;
      - Гадалов, Иван Петрович (1891—1937?) — сын П.И. Гадалова и В.Н. Гадаловой. В 1913 году сопровождал Нансена в поездке по окрестностям Красноярска;

    - Гадалов, Герасим Иванович — енисейский купец;

  - Гадалов, Николай Герасимович (1835—1898) — потомственный почётный гражданин Красноярска, купец;
    - Гадалов, Александр Николаевич (1859 —
    - Гадалов, Николай Николаевич[3] (1862—1932) — директор Сибирского акционерного общества торговли. Арестовывался ОГПУ, после освобождения работал в Ленинграде инженером, похоронен на Смоленском кладбище.
- Гадалов, Тимофей Петрович
  - Гадалов, Григорий Тимофеевич
  - Гадалов, Василий Тимофеевич
    - Гадалов, Василий Васильевич

  - Гадалов, Егор Тимофеевич
- Гадалов, Василий Петрович
  - Гадалов, Иван Васильевич
    - Гадалов, Василий Иванович

Потомки Гадаловых живут в настоящее время в России, Австралии и других странах.

## Известные адреса

### Владимирская область
- каменная Троицкая церковь в селе Санниково

### Канск
- торговые ряды — улица Московская, д. 70[5] В Канске в доме Н. Г. Гадалова ночевал цесаревич Николай.

### Красноярск
- Особняк Гадалова, ныне — Красноярский государственный аграрный университет — проспект Мира, д. 90[6] Квартиру Гадалова в 1891 году посетил проезжавший Красноярск Его Высочество наследник-цесаревич Николай.[7]

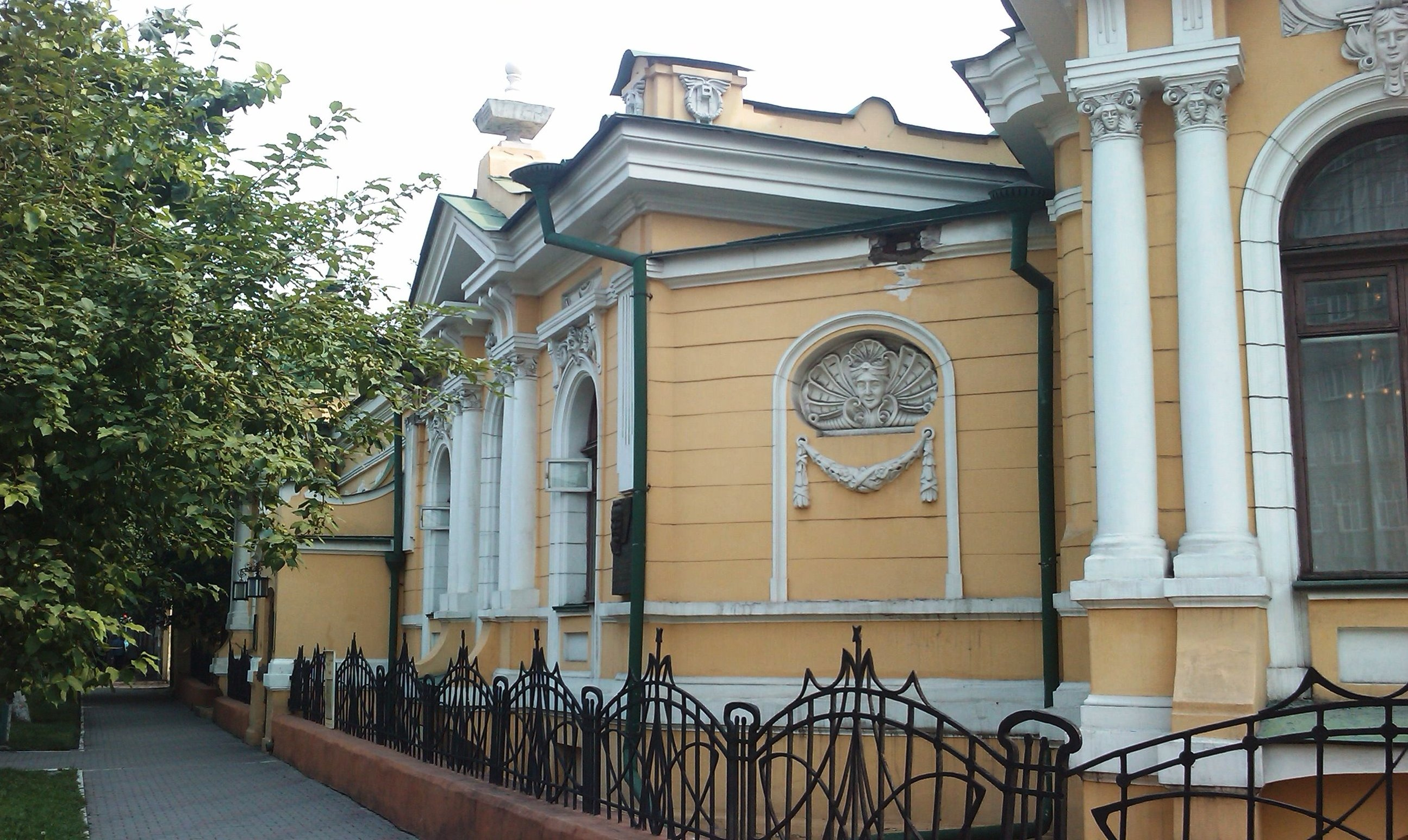
Особняк В. Н. Гадаловой в Красноярске

- Торговый дом Гадалова (Семенова-Романова) (1880, 1912—1913), пр. Мира, 86[8]
- Торговый дом И. Г. Гадалова (1879—1884). В 1911 году в здании размещалось губернское управление. В 1913 году архитектором В. А. Соколовским была произведена частичная реконструкция здания. В настоящее время помещение занимает «Детский мир». пр. Мира, 79.[9],[10]
- дом с магазинами и кладовыми Н. Г. Гадалова (1890), пр. Мира, 33
- Особняк Веры Николаевны Гадаловой, ныне — Красноярский государственный художественный музей им. В. И. Сурикова — улица Парижской коммуны, д. 20[11]. C 12 сентября (25 сентября) по 16 сентября (29 сентября) 1913 года в доме останавливался норвежский исследователь Фритьоф Нансен.

### Москва
- Елоховская улица, д. 5 — 9.[12]

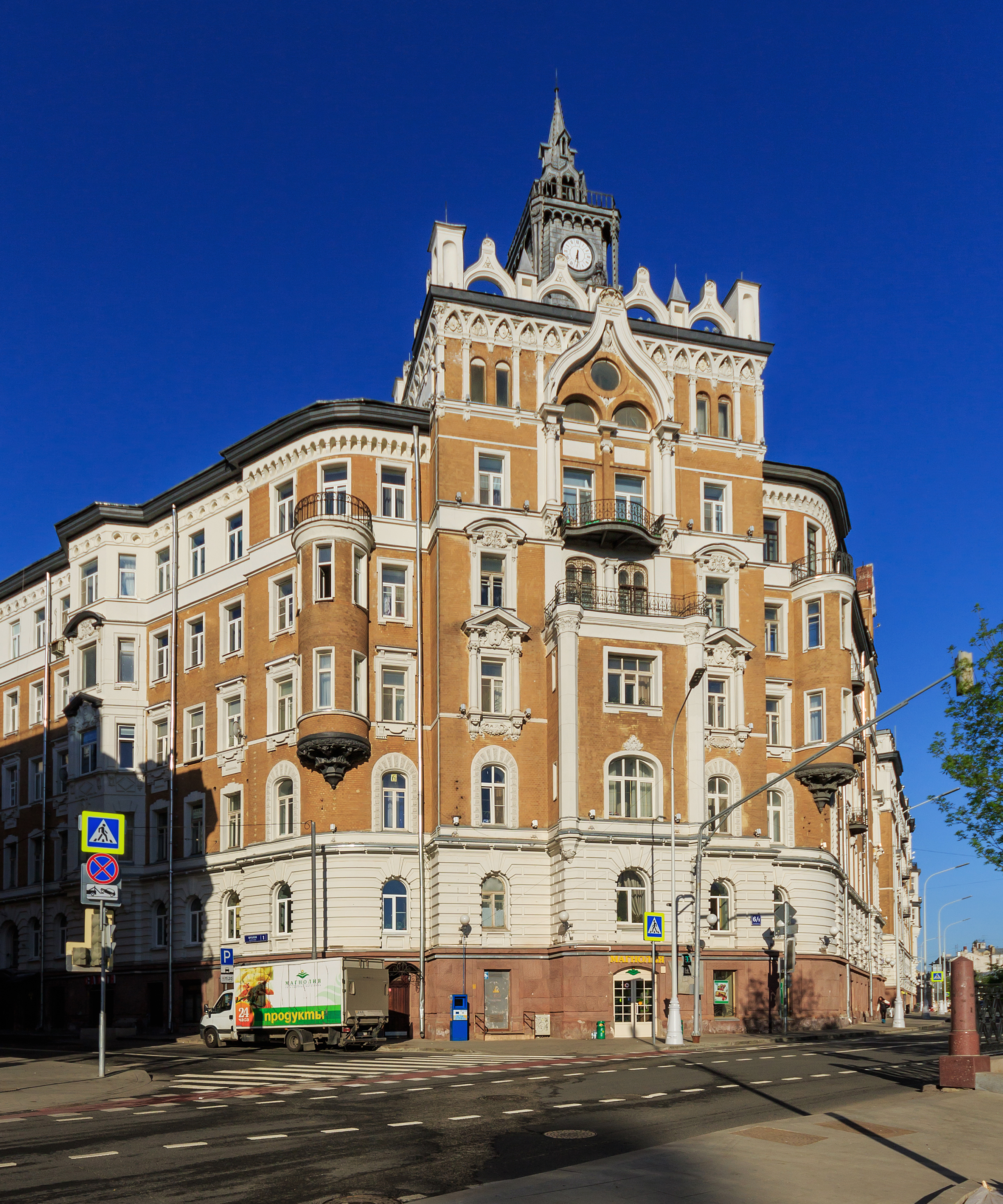
Комплекс зданий бывш. страхового общества «Россия»

- Сретенский бульвар, д. 6 (дом Страхового Общества «Россия» в Москве)

### Томск

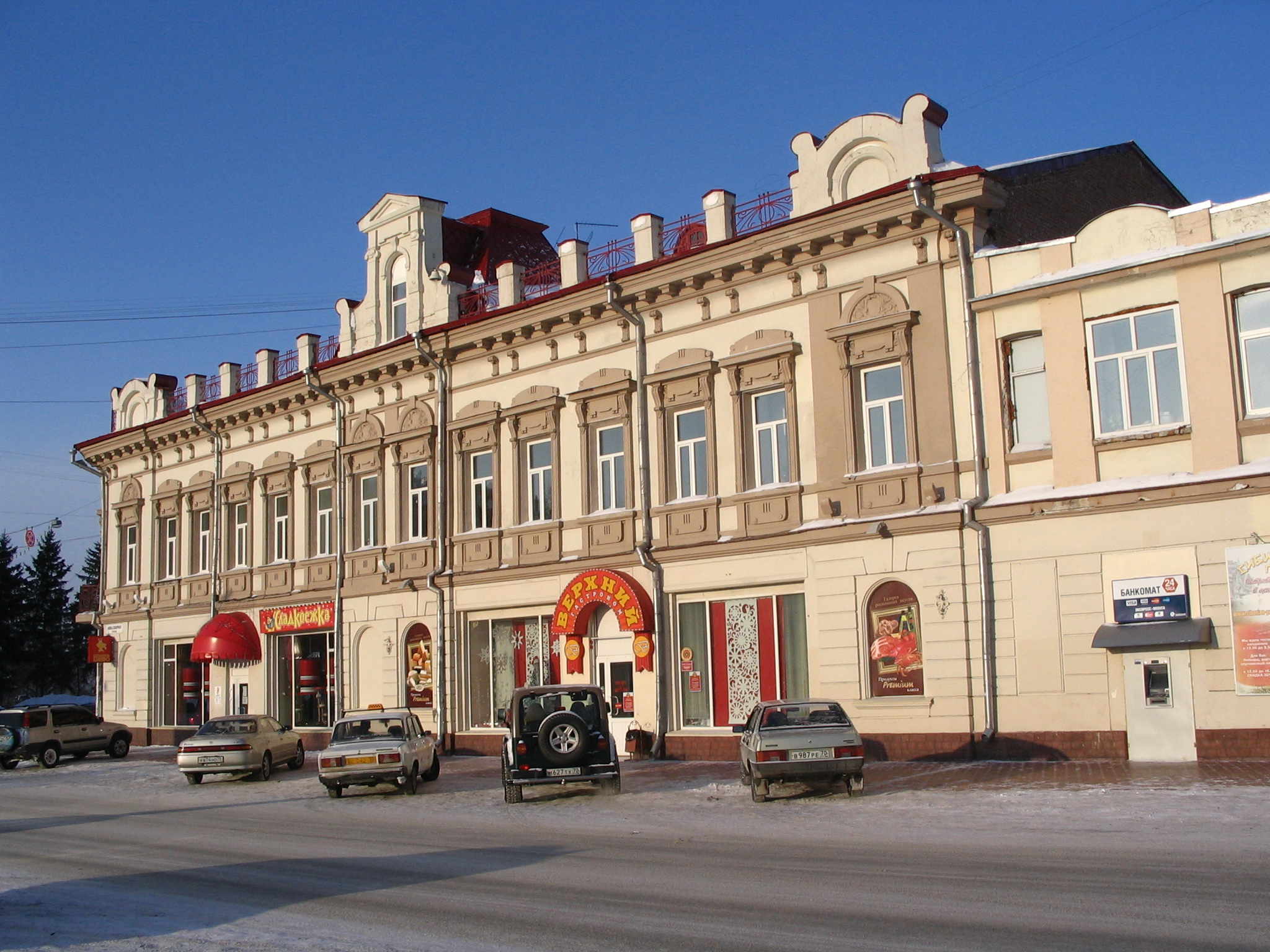
«Верхний гастроном» в Томске

- «Верхний гастроном» — Новособорная площадь, д. 2[13],[14],[15]. До 1917 года почти весь квартал, ограниченный проспектами Ленина, Фрунзе, улицей Советской и Новособорной площадью принадлежал Гадаловым, только угол Ленина и Фрунзе был занят торговым домом «Кухтерин и сыновья». Гадаловыми для убранства дома были приобретены шесть картин Григория Гуркина.

По преданию, покидая в 1919 году Томск, Иннокентий Иванович Гадалов спрятал в стене своего дома клад — 10 тыс. золотых червонцев. Клад, несмотря на многочисленные поиски как новыми властями, так и самим Гадаловым (возвратившимся в Томск в начале 1920-х годов), не найден до сих пор.

## Память
Гадалова улица в Красноярске.

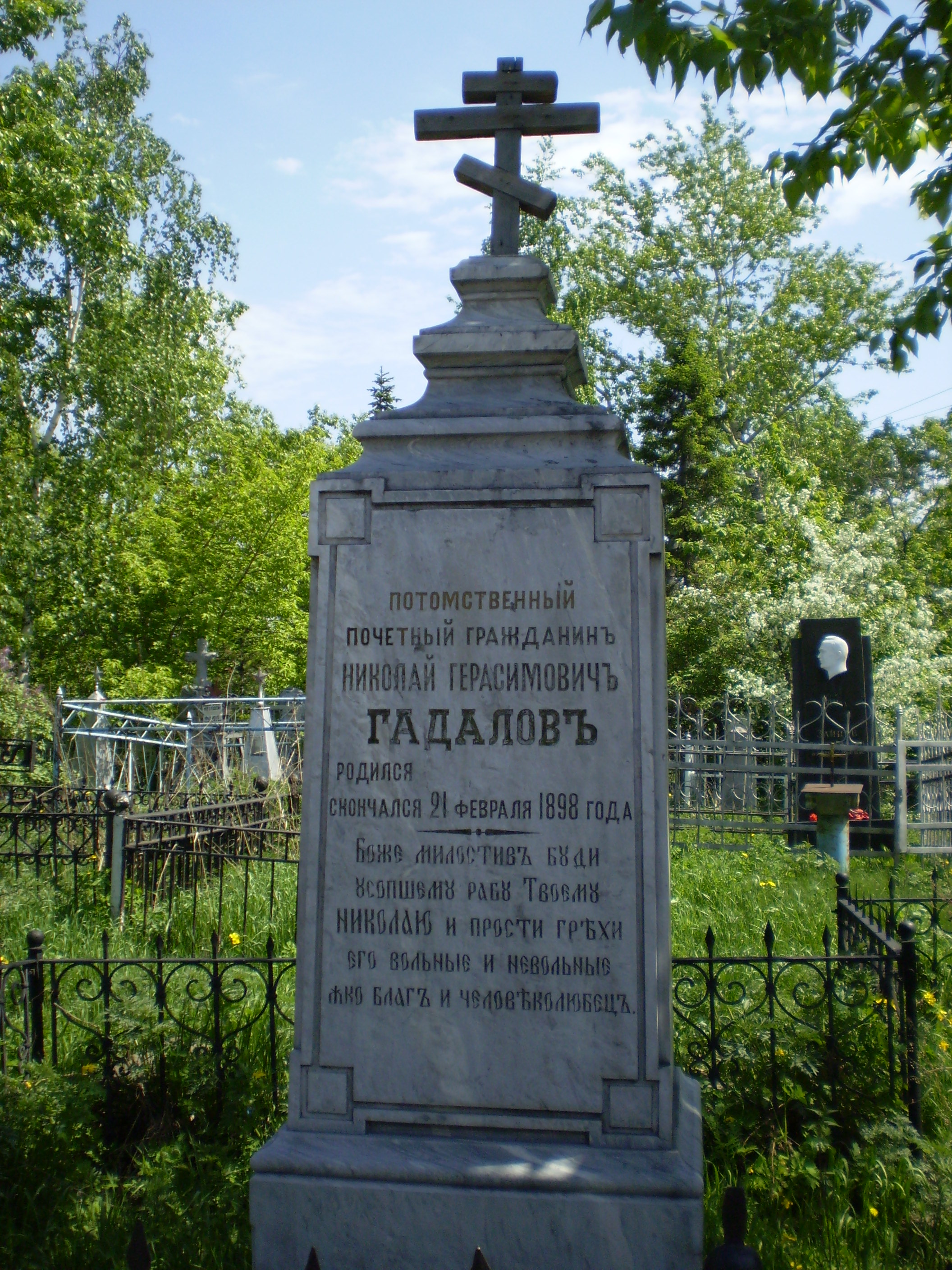
Памятник над могилой Николая Герасимовича Гадалова. Красноярск. Троицкое кладбище

Семейное захоронение Гадаловых имеется на Троицком кладбище в Красноярске.